# Bolon Dzacab
Bolon Dzacab är en förfadersgud hos Mayafolket i dagens Mexiko. Han avbildas på monument som attribut för prominenta personer.